# Pararchytas decisus
Pararchytas decisus là một loài ruồi trong họ Tachinidae.